# Torneo de Consuelo del Campeonato de Apertura de Chile
El Torneo de Consuelo del Campeonato de Apertura de Chile o reducido de eliminados fue una competición complementaria del Campeonato de Apertura de Chile y dirimía a un campeón entre los clubes eliminados de este último.

## Historia
En 1933, de manera similar al Torneo de Consuelo de la Copa Beccar Varela en Argentina, los cuatro equipos eliminados en las fases preliminares del Campeonato de Apertura disputaron en forma simultánea un torneo consistente en una serie de partidos de desagravio o consuelo. El ganador de esta breve competición fue Badminton, que derrotó a Morning Star y se adjudicó el Trofeo Compañía Chilena de Electricidad. Como este torneo reducido no tuvo una estructura formal, ni trascendencia en la ubicación final de los equipos en el Campeonato de Apertura 1933, no se considera como una fase propia de este último, sino una competición aparte.

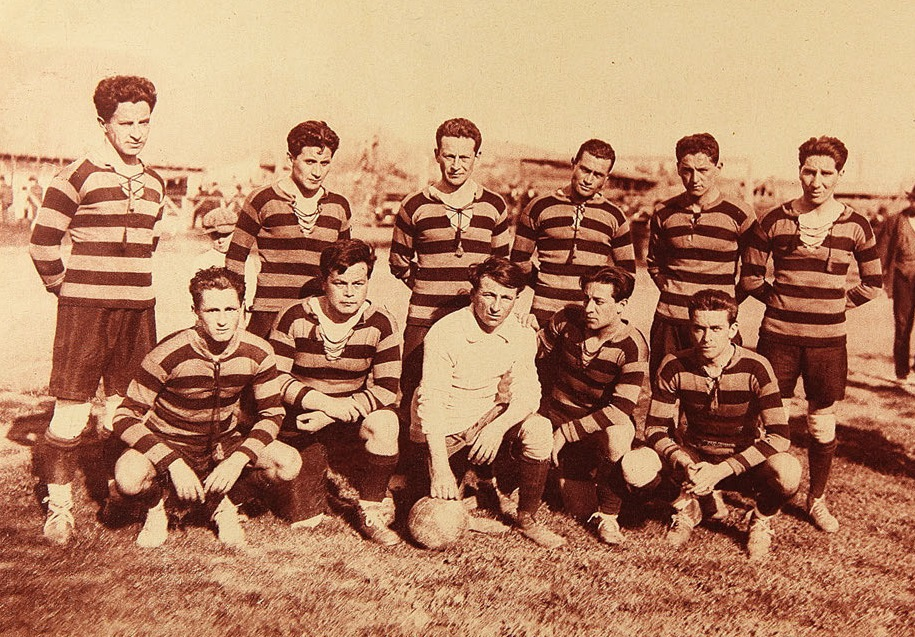
Santiago Badminton en 1924.

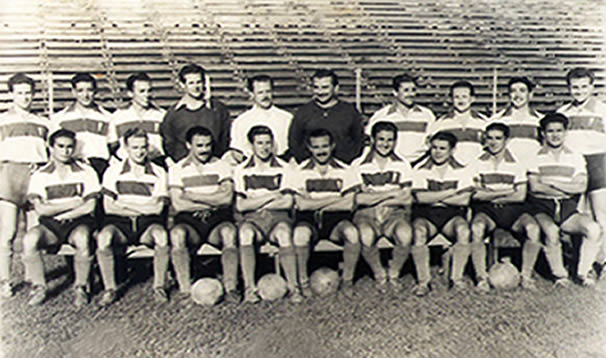
Universidad Católica en 1949.

Posteriormente, un segundo y último torneo de este carácter se disputó en 1949 entre aquellos equipos que quedaron eliminados tempranamente del Campeonato de Apertura, llamado también «Copa de Preparación», cuyos partidos tuvieron carácter oficial. El objetivo de esta competición fue principalmente no menguar la asistencia a los estadios, además de servir como medio de preparación para el campeonato nacional, misma función del Campeonato de Apertura para aquellos que derrotaron a estos equipos. De esta manera, los duelos del torneo reducido también sirvieron como antesala para las fases definitorias del Campeonato de Apertura. El campeón fue Universidad Católica que venció en la final a Badminton.

## Historial
| Año          |                      | Campeón | Resultado    | Subcampeón                              |  | Nombre del trofeo |
| 1933 Detalle | Santiago Badminton   | 4:2     | Morning Star | Trofeo Compañía Chilena de Electricidad |  |                   |
| 1949 Detalle | Universidad Católica | 3:2     | Badminton    |                                         |  |                   |